# Total Abandon Australia ’99
Az 1999-ben megjelent Total Abandon – Australia '99 a Deep Purple dupla koncertalbuma és koncertvideója. A felvétel az Abandon koncertturné Melbournei állomásán készült 1999. április 20-án. A számok vegyesen az együttes akkori felállásának (Mk VII) és a "klasszikus" második felállásnak (Mk II) a szerzeményei.
A 2001-ben megjelent ausztrál kiadás tartalmaz egy harmadik, ráadás interjú CD-t.

## Számok listája

### CD kiadás

#### 1. lemez
1. Ted the Mechanic – 4:50
2. Strange Kind of Woman – 6:23
3. Bloodsucker – 4:56
4. Pictures of Home – 8:19
5. Almost Human – 6:16
6. Woman from Tokyo – 6:47
7. Watching the Sky – 5:46
8. Fireball – 4:44
9. Sometimes I Feel Like Screaming – 7:11
10. Guitar solo (Steve Morse) – 8:42
11. Smoke on the Water – 9:01

#### 2. lemez
1. Lazy – 8:49
2. Perfect Strangers – 6:18
3. Speed King – 14:28
4. Black Night – 6:21
5. Highway Star – 7:16

### DVD kiadás
A DVD-n a koncert számainak sorrendje megegyezik a CD számaival, a koncert után viszont több ráadás anyag is található. Ezek a VHS változaton nincsenek rajta, viszont megjelentek külön videókazettán A Band Downunder címmel. A ráadás felvételek listája:
1. The Evolution Of The Band – 3 perces interjú Ian Gillannal az újraegyesülésekről
2. DP Live – Bulgária 1998, Dél-Amerika 1997 – Részlet a Woman from Tokyo szófiai és a Black Night Sao Pauloi előadásából
3. Seventh Heaven – koncertfelvétel a Los Angelesi House Of Blues-ban 1998 januárjában tartott koncertről
4. A Deep Purple turné ausztrál TV-reklámja
5. Az Into The Fire és a When A Blind Man Cries a House Of Blues koncertről
6. Ian Gillan's Walkabout#John Laws Interview – 8 perces interjú az együttes tagjaival az ausztrál TV-ben.
7. Ted The Mechanic (koncert, Adelaide, 1999. április) – két perces részlet a számból
8. Roger Glover Interview (Andrew Jarman Channel 7)
9. Hey Hey It's Saturday Rehearsals
10. Triple MMM Radio Interview

## Előadók
- Ian Gillan – ének
- Steve Morse – szólógitár
- Roger Glover – basszusgitár
- Jon Lord – orgona
- Ian Paice – dob